# Succisa pinnatifida
Succisa pinnatifida är en tvåhjärtbladig växtart som beskrevs av Johan Martin Christian Lange. Succisa pinnatifida ingår i släktet ängsväddar, och familjen Dipsacaceae. Inga underarter finns listade i Catalogue of Life.